# Malé Batizovské pliesko
Malé Batizovské pliesko je malé ledovcové jezero v Batizovské dolině ve Vysokých Tatrách na Slovensku. Leží v nadmořské výšce přibližně 1920 m. Jezero má rozlohu 0,0045 ha. Je 9 m dlouhé a 6 m široké.

## Okolí
Na severovýchodě se ve vzdálenosti 150 m nachází podstatně větší Batizovské pleso, nad kterým se zvedají stěny Dromedárova chrbátu Gerlachovského štítu. Jižně ve vzdálenosti přibližně 100 m prochází tatranská magistrála. Na východě se zvedají svahy ramene Končisté. Na severu se mírně zvedá Batizovská dolina. Okolí jezera je kamenité.

## Vodní režim
Pleso nemá povrchový přítok ani odtok.

## Přístup
Pleso je veřejnosti přístupné každoročně v období od 16. června do 31. října a za příznivých povětrnostních podmínek (především pokud není mnoho sněhu) i mimo toto období. Pěší přístup je možný:
- Po tatranské magistrále od Popradského plesa (2,5 hodiny).
- Po tatranské magistrále od Sliezského domu (1 hodina).
- Po žluté turistické značce z Vyšných Hágů (2,5 hodin).
- Po zelené a  žluté turistické značce z Tatranské Polianky na tatranskou magistrálu a dále po ní k plesu (2:45 hod).

## Kalamita
Přístupové turistické značky byly v pásmu lesa značně zničeny vichřicí v roce 2004 a následným požárem v roce 2005 a od té doby se pracuje na jejich obnově.